# L'Orange amère
Ne doit pas être confondu avec L'Orange amère (film).
 (septembre 2022).
Si vous disposez d'ouvrages ou d'articles de référence ou si vous connaissez des sites web de qualité traitant du thème abordé ici, merci de compléter l'article en donnant les références utiles à sa vérifiabilité et en les liant à la section « Notes et références ».
L'Orange amère  est un roman de Didier van Cauwelaert publié en 1988 aux éditions du Seuil.

## Présentation
« La vie, c'est comme l'orange amère, elle n'est bonne à manger que si l'on en fait des confitures », écrit Didier van Cauwelaert, la vie est un peu à l'image du bigaradier qui n'offre toute sa saveur qu'aux connaisseurs, à ceux qui vont plus loin que son amertume première.
Jeanne est née dans le petit village de Chavignin au pied des montagnes, elle a 14 ans et deux pères. Son avenir peut être restreint à l'horizon de ce village ou s'ouvrir au monde et démultiplier les possibles ; le monde plein de promesses de celui de celui de l'adolescence mais comment concrétiser ces promesses, cette virtualité d'un monde qui semble ouvert ?

## Éditions
- L'Orange amère , éditions du Seuil, Paris, 1988
- Réédition Le Seuil/Points, 3 octobre 1995, 237 pages,  (ISBN 2020259982)